# Хау, Эльбион
Эльбион Пэррис Хау (Albion Parris Howe; 13 марта 1818 — 25 января 1897) — американский военный, генерал армии Севера в годы Гражданской войны в США. Хау командовал дивизией Потомакской армии, но из-за сложных отношений с вышестоящими офицерами его в итоге отстранили от командования.

## Ранние годы
Хау родился в городе Стандиш, штат Мэн. Он поступил в военную академию Вест-Пойнт в 1837 году и окончил её 8-м по успеваемости в выпуске 1841 года. Он был определён вторым лейтенантом в 4-й артиллерийский полк, и прослужил в этом полку два года. В 1842—1843 годах преподавал в Вест-Пойнте математику.
18 июня 1846 года Хау получил звание первого лейтенанта, а осенью того года принял участие в мексиканской войне, присутствовал при осаде Веракруса, сражении при Серро-Гордо и сражении при Контрерас. Также участвовал в сражении при Молино-дель-Рей, в осаде и штурме Чапультепека. 20 августа 1847 года получил временное звание капитана за Контрерас и Чурубуско.
После мексиканской войны Хау служил в самых разных местах: в форте Монро (1848), в Пенсаколе (1848—1849), в форте Брук (1849—1550), в форте Коламбус (1850—1852), в форте Гамильтон (1852—1853), в Балтиморе (1853—1855) и форте Ливенворт в 1855. Участвовал в экспедиции против индейцев сиу и сражении при Блууотер 3 сентября 1855 года. В 1859 году он участвовал в экспедиции против Джона Брауна в Харперс-Ферри.

## Гражданская война
Когда началась гражданская война, Хау попал в армию Джорджа Макклеллана в западной Вирджинии и участвовал в сражении при Рич-Маунтин. С декабря 1861 по март 1862 года служил в укреплениях Вашингтона. Во время кампании на полуострове он попал в бригаду Джона Пека (в составе дивизии Кауча), участвовал в сражении при Йорктауне и сражении при Уильямсберге. В ходе Семидневной битвы Пек был переведен на дивизионное командование, и Хау принял его бригаду. В то время она состояла из пяти пехотных полков:
- 55-го Нью-Йоркского,
- 62-го Нью-Йоркского,
- 93-го Пенсильванского
- 98-го Пенсильванского
- 102-го Пенсильванского

11 июня 1862 года ему было присвоено звание бригадного генерала добровольческой армии. В сентябре 1862 года вся дивизия Кауча была переведена из IV корпуса в VI корпус, поэтому Хау стал участником Мерилендской кампании и его бригада присутствовала на поле боя во время сражения у Южной горы, хотя задействована в тот день не была. Через несколько дней началось сражение при Энтитеме, но VI корпус не был введен в бой.
7 ноября 1862 года командующим Потомакской армией стал Эмброуз Бернсайд, который провел реорганизацию корпусов. 16 ноября командиром VI корпуса стал Уильям Смит, который передал свою дивизию Эльбиону Хау. 13 декабря 1862 года дивизия Хау (бригады Пратта, Уайтинга и Уитона) приняла участие в сражении при Фредериксберге. Она вошла в состав Левой Гранд-Дивизии, которая наступала на левом фланге армии. Однако, на её участке серьёзного боя снова не произошло.

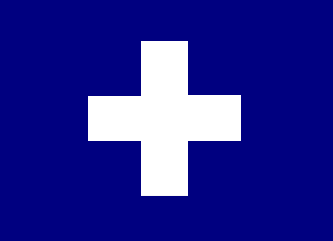
Эмблема дивизии Хау

В начале 1863 года дивизии Потомакской армии получили эмблемы. Эмблемой дивизия Хау стал белый крест на синем фоне.
Весной 1863 года во время Чанселорсвиллской кампании Хау командовал 2-й дивизией VI корпуса. В ходе второго сражения при Фредериксберге корпусу было поручено штурмовать высоты Мари. Это была рискованная задача, с которой в декабре не справилась все Потомакская армия. Атаку возглавила дивизия Ньютона, а дивизия Хау шла вслед за ней. Ньютону удалось взять высоты силами одной своей дивизии, после чего корпус начал наступление в тыл Северовирджинской армии. Впереди шла дивизия Брукса, за ней дивизия Ньютона и последней — дивизия Хау. Когда дивизии выстроились во фронт, дивизия Хау оказалась на левом фланге позиции. Он поставил впереди бригаду Нейла, а в 500 метрах позади — бригаду Льюиса Гранта. 12 орудий прикрывали эту позицию. .Дивизия попала под атаку Джубала Эрли и бригада Нейла держала позицию почти полтора часа, пока не была сломлена, однако бригада Гранта остановила атакующих южан. После захода солнца Седжвик приказал отступить. В рапорте он отметил проявленную генералом Хау храбрость в отражении неоднократных атак превосходящих сил противника.
3 июня дивизия Хау участвовала в рекогносцировке под Фредериксбергом с целью определить, находится ли Северовирджинская армия на прежнем месте. Дивизию практически не задействовали в Гетисбергской кампании до самого сражения при Геттисберге. VI корпус последним прибыл на поле боя, а дивизия Хау стала последней пришедшей к Геттисбергу дивизией. При этом его две бригады были направлены на разные концы поля боя, так что он оказался практически не у дел. Во время отступления Северовирджинской армии 1-я вермонтская бригада дивизии Хау вступила в бой с южанами около Фанкстауна (Мериленд) 10 июля. Впоследствии Хау продолжал командовать дивизией во время кампаний Бристо и Майн-Ран.
Однако, у Хау плохо сложились отношения с корпусным командиром Седжвиком. Кроме того, он поддерживал Джозефа Хукера, которого обвиняли в неграмотном руководстве армией под Чанселорсвиллом. Все это привело к тому, что генерал Мид, если и не инициировал отставку Хау, то во всяком случае не препятствовал этому. Когда Комитет по Ведению Войны допрашивал Хау, он дал показания против Мида и Седжвика. Показания Седжвика не сходились с показаниями Хау, но комитет не стал придавать этому значения. В итоге Седжвик отстранил Хау от командования 2-й дивизией, назначив на его место Джорджа Гетти.
Хау покинул Потомакскую армию и некоторое время командовал артиллерией в Вашингтоне. Он находился в Харперс-Ферри во время рейда Джубала Эрли.

## Послевоеная деятельность
После войны Хау осуществлял функции почетной стражи при теле убитого Линкольна, а также был членом комиссии, которая судила заговорщиков против Линкольна. Он не делал публичных заявлений по поводу судьбы Мэри Сьюратт, однако подписался под петицией о перемене меры наказания с повешения на пожизненное заключение. 15 июля 1866 года Хау уволился из Добровольческой армии.
30 июня 1882 года Хау уволился из регулярной армии в звании полковника. Он умер в Кеймбридже, Массачуссетс, и был похоронен на Маунт-Оберн-Семетери.